# Clovis Cornillac
Clovis Cornillac (* 16. srpna 1968 Lyon) je francouzský herec, filmový režisér a scenárista. V roce 2005 se stal laureátem Ceny Jeana Gabina a získal Césara pro nejlepšího herce ve vedlejší roli za svůj výkon ve filmu Mensonges et trahisons et plus si affinités.

## Životopis
Narodil se do rodiny herců Myriam Boyer a Rogera Cornillaca. Ve čtrnácti letech začal studovat herectví.
Jeho filmový debut přišel v roce 1984 ve snímku Robina Davise, Hors-la-loi. V té době si ho všiml francouzský herec Dominique Besnehard a v Théâtre des Bouffes du Nord jej představil dramatikovi Peteru Brookovi. Cornillac později účinkoval v Brookově divadelní hře Le Mahâbharata.
V roce 2008 nahradil Christiana Claviera v roli Asterixe ve třetím pokračování filmové série o Asterixovi a Obelixovi, s názvem Asterix a Olympijské hry. Ve stejném roce se také objevil po boku Kada Merada a Gérarda Jugnota v historickém dramatu Paříž 36 .
Cornillac byl v letech 1994–2010 manželem Caroline Proustové, se kterou má dvojčata. V roce 2013 se oženil s herečkou Lilou Fogli, se kterou má syna Nina (* 2013).

## Filmografie

### Jako herec
| Rok     | Název                                       | Role                | Poznámky                                                                                              |
| ------- | ------------------------------------------- | ------------------- | --- |
| 1982    | Le village sur la colline                   | Georges             | televizní seriál                                                                                      |
| 1984    | Tu peux toujours faire tes bagages          | Baptiste            | televizní film                                                                                        |
| 1985    | Hors-la-loi                                 | Roland              | |
| 1988    | Il y a maldonne                             | Marco               | |
| 1988    | Nesnesitelná lehkost bytí                   | kluk v baru         | |
| 1988    | Les années sandwiches                       | Bouboule            | |
| 1989    | Vilém Tell                                  | Edgar               | televizní seriál, 1 díl                                                                               |
| 1989    | Pause-café                                  | Cyrille             | televizní seriál, 1 díl                                                                               |
| 1989    | Suivez cet avion                            | Ascarův asistent    | |
| 1990    | Chillers                                    | voyeur              | televizní seriál, 1 díl                                                                               |
| 1990    | Le trésor des îles Chiennes                 | Rubio               | |
| 1991    | Les dessous de la passion                   | Serge               | televizní film                                                                                        |
| 1991    | Trois nuits                                 |                     | krátký film                                                                                           |
| 1992    | Bonne chance Frenchie                       | Henri               | televizní seriál                                                                                      |
| 1993    | Van Loc: un grand flic de Marseille         | Sefano Carpi        | televizní seriál, 1 díl                                                                               |
| 1993    | Pétain                                      | François            | |
| 1993    | Alice Neversová                             | Fabrice Buisson     | televizní seriál, 1 díl                                                                               |
| 1993    | Le JAP, juge d'application des peines       | Pierre              | televizní seriál, 1 díl                                                                               |
| 1993    | Traverser le jardin                         |                     | krátký film                                                                                           |
| 1994    | Navarro                                     | Freddy              | televizní seriál, 1 díl                                                                               |
| 1994    | Zamilovaní                                  | Charmillet          | |
| 1994    | Un été à l'envers                           | Jacky               | televizní film                                                                                        |
| 1994    | La Bavure                                   | Jacques Corti       | televizní film Cognac Festival kriminálních filmů – Velká cena pro herecké obsazení televizního filmu |
| 1994    | Les mickeys                                 |                     | krátký film                                                                                           |
| 1995    | Marie-Louise ou la permission               | Bob                 | |
| 1995    | Cordierovi, soudce a policajt               | Fred                | televizní seriál, 1 díl                                                                               |
| 1995    | Bons baisers de Suzanne                     |                     | krátký film                                                                                           |
| 1996    | Théo la tendresse                           | Anthony Varrigues   | televizní seriál, 1 díl                                                                               |
| 1996    | Billard à l'étage                           | Joseph              | televizní film                                                                                        |
| 1997    | Ouvrez le chien                             |                     | |
| 1998    | La mère Christian                           | Le Ziquet           | |
| 1998    | L'échappée                                  | Loulou              | televizní film                                                                                        |
| 1999    | Karnaval                                    | Christian           | Nominace – César pro nejslibnějšího herce                                                             |
| 1999    | Sam                                         | Théo                | televizní film                                                                                        |
| 1999    | Les Vilains                                 | Marco               | televizní film                                                                                        |
| 2000    | Combats de femme                            | Henri               | televizní seriál, 1 díl                                                                               |
| 2001    | Gregoir Moulin proti lidskosti              | Jacky               | |
| 2001    | L'Île bleue                                 |                     | televizní film                                                                                        |
| 2001    | Tea Time                                    | Alex                | krátký film                                                                                           |
| 2001-09 | Central nuit                                | Viking              | televizní seriál, 14 dílů                                                                             |
| 2002    | Soukromé záležitosti                        | Freddy              | |
| 2002    | Na krev                                     | Alexis              | |
| 2002    | Znamení ve zdi                              | Marcus              | |
| 2002    | Bois ta Suze                                |                     | krátký film                                                                                           |
| 2003    | Une affaire qui roule                       | Jean-Jacques Roux   | |
| 2003    | À la petite semaine                         | Didier              | Nominace – César pro nejlepšího herce ve vedlejší roli                                                |
| 2003    | Mariées mais pas trop                       | Alexis Dervin       | |
| 2003    | Après la pluie, le beau temps               | Dubel               | |
| 2003    | Orages                                      | Patrick Le Henin    | televizní film                                                                                        |
| 2003    | Vert paradis                                | Simon               | |
| 2003    | Je t'aime, je t'adore                       | David               | |
| 2004    | Princezna z Malabaru                        | Pierre              | |
| 2004    | Doo Wop                                     | Thierry             | |
| 2004    | Grossesse nerveuse                          | Guillaume           | krátký film                                                                                           |
| 2004    | Gillesova žena                              | Gilles              | |
| 2004    | Mensonges et trahisons et plus si affinités | Kevin               | César pro nejlepšího herce ve vedlejší roli                                                           |
| 2004    | Příliš dlouhé zásnuby                       | Benoît Notre-Dame   | |
| 2005    | Close-Up                                    | Paul                | krátký film                                                                                           |
| 2005    | Brice de Nice                               | Marius Lacaille     | |
| 2005    | Další, prosím!                              | Bernard Dimanche    | |
| 2005    | Sky Fighters: Akce v oblacích               | Sébastien Vallois   | |
| 2005    | Gris blanc                                  | François Blanc      | televizní film                                                                                        |
| 2005    | Kaktus                                      | Patrick Machado     | Nominace – Globe de Cristal pro nejlepšího herce                                                      |
| 2006    | Brigády tygrů                               | Paul Valentin       | |
| 2006    | Zmije                                       | Plender             | |
| 2006    | Poltergay                                   | Marc Modena         | |
| 2007    | Scorpion                                    | Angelo              | |
| 2007    | Lucky Luke na Divokém západě                | Joe Dalton          | |
| 2007    | Jeskyně smrti                               | Tolbiac             | |
| 2008    | Asterix a Olympijské hry                    | Asterix             | |
| 2008    | Nový protokol                               | Raoul Kraft         | |
| 2008    | Ca$h                                        | Solal               | |
| 2008    | Paříž 36                                    | Milou               | |
| 2009    | Bellamy                                     | Jacques Lebas       | |
| 2009    | La sainte Victoire                          | Xavier Alvarez      | |
| 2010    | L'amour, c'est mieux à deux                 | Michel              | |
| 2010    | Dva pitomci z Paříže                        | Kim Houang          | |
| 2010    | 600 kilo zlata                              | Virgil              | |
| 2011    | Demain c'est la fin du monde                | Franck Guilby       | krátký film                                                                                           |
| 2011    | Zabijácké rekviem                           | Rico                | |
| 2011    | Fotr na inzerát                             | Jean-François Vidal | |
| 2011    | Une folle envie                             | Yann Le Guellec     | |
| 2011    | Mister BOB                                  | Bob Denard          | televizní film                                                                                        |
| 2011    | Dans la tourmente                           | Franck              | |
| 2012    | Radiostars                                  | Arnold              | |
| 2012    | Mes héros                                   | Maxime              | |
| 2013    | Velký závod                                 | François Nouel      | |
| 2015    | Chefs                                       | šéfkuchař           | televizní seriál, 12 dílů                                                                             |
| 2015    | Un peu, beaucoup, aveuglément               | Machin              | také režisér a spoluautor scénáře                                                                     |
| 2016    | Brice 3                                     | Marius Lacaille     | |
| 2017    | Sahara                                      | Pierre Coré         | dabing ve francouzském znění                                                                          |
| 2017    | Bella a Sebastián 3: Přátelé navždy         | Joseph              | |
| 2018    | Lechtání                                    | Fabrice Le Nadant   | |
| 2019    | Les Vétos                                   | Nico                | |
| 2020    | L'Aventure des Marguerite                   | Laurent / Michel    | |

### Jako režisér nebo scenárista
| Rok  | Název                         | Poznámky                         |
| ---- | ----------------------------- | -------------------------------- |
| 2015 | Un peu, beaucoup, aveuglément | jako herec, scenárista a režisér |